# خواكين غودوي
خواكين غودوي هو مجدف كوبي، ولد في 13 مارس 1927.

## وصلات خارجية
- خواكين غودوي على موقع الاتحاد الدولي للتجديف (الإنجليزية)
- خواكين غودوي على موقع أوليمبيديا (الإنجليزية)